# Eberechi Eze
Eberechi Oluchi Eze (Greenwich, Inglaterra, 29 de junio de 1998) es un futbolista británico que juega en la demarcación de delantero para el Crystal Palace F. C. de la Premier League de Inglaterra.

## Trayectoria
Tras empezar a formarse como futbolista en el Millwall F. C. durante dos años, se marchó traspasado en 2016 al Queens Park Rangers F. C. Su debut con el equipo se produjo el 7 de enero de 2017 en la tercera ronda de la FA Cup contra el Blackburn Rovers F. C. Tras sólo jugar un partido con el club, se marchó en calidad de cedido al Wycombe Wanderers F. C., con el que anotó cinco goles en veinte partidos de liga, y jugó dos encuentros del English Football League Trophy. En el mercado invernal de 2018 volvió al Queens Park Rangers.
El 28 de agosto de 2020 se hizo oficial su fichaje por el Crystal Palace F. C. para las siguientes cinco temporadas. En la quinta de ellas marcó el único gol de la final de la FA Cup frente al Manchester City F. C., dándole al club el primer título de su historia.

## Selección nacional
El 16 de junio de 2023 hizo su debut con la selección de Inglaterra en un partido de clasificación para la Eurocopa 2024 ante Malta que ganaron por cero a cuatro.

### Participaciones en Eurocopas
| Copa          | Sede     | Resultado  | Partidos | Goles |
| ------------- | -------- | ---------- | -------- | ----- |
| Eurocopa 2024 | Alemania | Subcampeón | 3        | 0     |

## Clubes
| Club                             | País       | Año       | Partidos | Goles |
| -------------------------------- | ---------- | --------- | -------- | ----- |
| Queens Park Rangers F. C.        | Inglaterra | 2016-2017 | 1        | 0     |
| Wycombe Wanderers F. C. (cedido) | Inglaterra | 2017-2018 | 22       | 5     |
| Queens Park Rangers F. C.        | Inglaterra | 2018-2020 | 111      | 20    |
| Crystal Palace F. C.             | Inglaterra | 2020-     | 167      | 40    |

## Palmarés

### Títulos nacionales
| Título           | Club                 | País       | Año  |
| ---------------- | -------------------- | ---------- | ---- |
| FA Cup           | Crystal Palace F. C. | Inglaterra | 2025 |
| Community Shield | Crystal Palace F. C. | Inglaterra | 2025 |